# Choque Rei
Le Choque Rei est le nom donné au derby entre le São Paulo FC et le SE Palmeiras.

## Statistiques

### Général
|                   | Victoires de São Paulo | Matchs nuls | Victoires de Palmeiras | Buts de São Paulo | Buts de Palmeiras |
| ----------------- | ---------------------- | ----------- | ---------------------- | ----------------- | ----------------- |
| Championnat       | 17                     | 32          | 27                     | 79                | 99                |
| Coupe             | 5                      | 0           | 1                      | 10                | 6                 |
| Supercoupe        | 0                      | 1           | 0                      | 0                 | 0                 |
| Copa Libertadores | 6                      | 3           | 1                      | 13                | 8                 |
| Autres            | 88                     | 78          | 87                     | 341               | 340               |
| Total             | 116                    | 114         | 116                    | 443               | 453               |

### Meilleurs buteurs
Seulement pour le Campeonato Brasileiro
- Müller - São Paulo, Palmeiras : 3 Buts (2 pour São Paulo et 1 pour Palmeiras)
- Marcelo Ramos - São Paulo : 3 Buts
- Edmundo - Palmeiras : 3 Buts
- Pita - São Paulo : 3 Buts
- Mirandinha - São Paulo : 2 Buts
- Jorge Mendonça - Palmeiras : 2 Buts
- Mendonça - Palmeiras : 2 Buts
- Edu Manga - Palmeiras : 2 Buts
- Mário Tilico - São Paulo : 2 Buts
- Evair - Palmeiras : 2 Buts
- Oséas - Palmeiras : 2 Buts
- Zinho - Palmeiras : 2 Buts
- Tuta - Palmeiras : 2 Buts
- Vágner Love - Palmeiras : 2 Buts
- Cicinho - São Paulo : 2 Buts
- Amoroso - São Paulo : 2 Buts
- Ricardo Oliveira - São Paulo : 2 Buts
- Marcinho - Palmeiras : 2 Buts
- Fernandão - São Paulo : 2 Buts
- Dagoberto - São Paulo : 2 Buts
- Luís Fabiano - São Paulo : 2 Buts

### Joueurs ayant le plus disputé le derby
Seulement pour le Campeonato Brasileiro
- Rogério Ceni - São Paulo : 21 Matches
- Marcos - Palmeiras : 11 Matches
- Zetti - São Paulo : 10 Matches

### Plus grandes affluences
- Affluence : 115 000 (Palmeiras 0–1 São Paulo, 27 juin 1971), Estádio Cícero Pompeu de Toledo (Morumbi) - Campeonato Paulista
- Affluence : 112 016 (Palmeiras 0–0 São Paulo, 17 juin 1979), Estádio Cícero Pompeu de Toledo (Morumbi) - Campeonato Paulista

## Matchs

### Série A brésilienne
| #  | Date              | R. | Équipe à domicile | Équipe à l'extérieur | Score | Buteurs (domicile)                                                  | Buteurs (extérieur)                                          |
| -- | ----------------- | -- | ----------------- | -------------------- | ----- | ------------------------------------------------------------------- | ------------------------------------------------------------ |
| 1  | 23 octobre 1971   |    | São Paulo         | Palmeiras            | 1–1   | Everaldo (62)                                                       | Luis Pereira (65)                                            |
| 2  | 22 novembre 1972  |    | Palmeiras         | São Paulo            | 0–0   |                                                                     |                                                              |
| 3  | 10 décembre 1972  |    | São Paulo         | Palmeiras            | 2–0   | Roberto Dias (66), Terto (85)                                       |                                                              |
| 4  | 25 novembre 1973  |    | Palmeiras         | São Paulo            | 1–2   | Leivinha (64)                                                       | Mirandinha (5, 43)                                           |
| 5  | 20 février 1974   |    | Palmeiras         | São Paulo            | 0–0   |                                                                     |                                                              |
| 6  | 12 juin 1974      |    | Palmeiras         | São Paulo            | 1–0   | Ronaldo (73)                                                        |                                                              |
| 7  | 12 octobre 1975   |    | São Paulo         | Palmeiras            | 0–0   |                                                                     |                                                              |
| 8  | 17 octobre 1976   |    | São Paulo         | Palmeiras            | 1–2   | Ademir da Guia (C.S.C. 10)                                          | Nelsinho Baptista (C.S.C. 36), Edu Bala (58)                 |
| 9  | 6 novembre 1977   |    | São Paulo         | Palmeiras            | 0–2   |                                                                     | Jorge Mendonça (50, 73)                                      |
| 10 | 23 avril 1978     |    | São Paulo         | Palmeiras            | 0–0   |                                                                     |                                                              |
| 11 | 9 juillet 1978    |    | São Paulo         | Palmeiras            | 1–1   | Mílton Cruz (85)                                                    | Beto Fuscão (87)                                             |
| 12 | 3 mars 1985       |    | Palmeiras         | São Paulo            | 2–2   | Márcio Alcântara (60), Barbosa (67)                                 | Pita (15), Éder Taino (64)                                   |
| 13 | 16 mars 1985      |    | São Paulo         | Palmeiras            | 4–4   | Pita (11), Müller (45), Careca (48), Oscar (73)                     | Jorginho Putinatti (40), Mendonça (62, 65), Ditinho (90)     |
| 14 | 2 novembre 1986   |    | São Paulo         | Palmeiras            | 0–0   |                                                                     |                                                              |
| 15 | 14 décembre 1986  |    | Palmeiras         | São Paulo            | 2–2   | Edu Manga (36), Mirandinha (75)                                     | Nelsinho (6), Silas (8)                                      |
| 16 | 26 septembre 1987 |    | Palmeiras         | São Paulo            | 2–1   | Edu Manga (24), Gérson Caçapa (65)                                  | Pita (30)                                                    |
| 17 | 13 novembre 1988  |    | Palmeiras         | São Paulo            | 1–1   | Zanata (61)                                                         | Lê (58)                                                      |
| 18 | 5 novembre 1989   |    | São Paulo         | Palmeiras            | 2–2   | Mário Tilico (11, 23)                                               | Dida (40), Paulinho Carioca (66)                             |
| 19 | 20 octobre 1990   |    | São Paulo         | Palmeiras            | 1–2   | Bernardo (83)                                                       | Careca (9), Betinho (24)                                     |
| 20 | 4 avril 1991      |    | São Paulo         | Palmeiras            | 0–0   |                                                                     |                                                              |
| 21 | 8 mars 1992       |    | São Paulo         | Palmeiras            | 0–4   |                                                                     | Evair (23, 57), Andrei (27), Edu Marangon (34)               |
| 22 | 21 novembre 1993  |    | Palmeiras         | São Paulo            | 1–1   | Edílson (47)                                                        | Leonardo (50)                                                |
| 23 | 4 décembre 1993   |    | São Paulo         | Palmeiras            | 0–2   |                                                                     | Edmundo (68), César Sampaio (84)                             |
| 24 | 30 octobre 1994   |    | São Paulo         | Palmeiras            | 2–2   | Müller (59), Cafu (68)                                              | Edmundo (38, 81)                                             |
| 25 | 26 novembre 1995  |    | São Paulo         | Palmeiras            | 0–2   |                                                                     | Wágner (47), Müller (89)                                     |
| 26 | 29 septembre 1996 |    | Palmeiras         | São Paulo            | 2–1   | Rincón (20), Djalminha (89)                                         | Aristizábal (75)                                             |
| 27 | 7 septembre 1997  |    | São Paulo         | Palmeiras            | 0–2   |                                                                     | Zinho (16), Oséas (38)                                       |
| 28 | 26 juillet 1998   |    | Palmeiras         | São Paulo            | 2–1   | Oséas (67), Zinho (73)                                              | Marcelinho Paraíba (86)                                      |
| 29 | 10 octobre 1999   |    | São Paulo         | Palmeiras            | 0–0   |                                                                     |                                                              |
| 30 | 2 septembre 2000  |    | Palmeiras         | São Paulo            | 0–3   |                                                                     | Rogério Pinheiro (13), Marcelo Ramos (64), Gustavo Nery (81) |
| 31 | 25 novembre 2000  |    | Palmeiras         | São Paulo            | 1–1   | Adriano Louzada (89)                                                | Marcelo Ramos (45)                                           |
| 32 | 30 novembre 2000  |    | São Paulo         | Palmeiras            | 1–2   | Marcelo Ramos (55)                                                  | Tuta (35), Galeano (56)                                      |
| 33 | 6 octobre 2001    |    | São Paulo         | Palmeiras            | 0–1   |                                                                     | Tuta (75)                                                    |
| 34 | 2 octobre 2002    |    | Palmeiras         | São Paulo            | 1–1   | Muñoz (38)                                                          | Luís Fabiano (41)                                            |
| 35 | 27 juin 2004      |    | Palmeiras         | São Paulo            | 2–1   | Vágner Love (36, 61)                                                | Cicinho (82)                                                 |
| 36 | 2 octobre 2004    |    | São Paulo         | Palmeiras            | 2–1   | Nildo (46), Cicinho (90+2)                                          | Osmar (41)                                                   |
| 37 | 4 août 2005       |    | São Paulo         | Palmeiras            | 3–3   | Amoroso (33, 35), Danilo (42)                                       | Marcinho (45), Gioino (82), Warley (88)                      |
| 38 | 12 novembre 2005  |    | Palmeiras         | São Paulo            | 2–1   | Daniel (66), Juninho Paulista (70)                                  | Richarlyson (61)                                             |
| 39 | 24 mai 2006       |    | São Paulo         | Palmeiras            | 4–1   | Márcio Careca (C.S.C. 5), Ricardo Oliveira (52, 56), Alex Dias (82) | Márcio Careca (39)                                           |
| 40 | 24 septembre 2006 |    | Palmeiras         | São Paulo            | 3–1   | Nem (35), Paulo Baier (84), Marcinho (90+1)                         | Souza (21)                                                   |
| 41 | 27 mai 2007       |    | São Paulo         | Palmeiras            | 0–0   |                                                                     |                                                              |
| 42 | 29 septembre 2007 |    | Palmeiras         | São Paulo            | 0–1   |                                                                     | Jorge Wagner (39)                                            |
| 43 | 13 juillet 2008   |    | São Paulo         | Palmeiras            | 2–1   | André Dias (7), Eder Luís (83)                                      | Jéci (90+2)                                                  |
| 44 | 19 octobre 2008   |    | Palmeiras         | São Paulo            | 2–2   | Rogério Ceni (6), Dagoberto (44)                                    | Kléber (78), Leandro (80)                                    |
| 45 | 24 mai 2009       |    | Palmeiras         | São Paulo            | 0–0   |                                                                     |                                                              |
| 46 | 30 août 2009      |    | São Paulo         | Palmeiras            | 0–0   |                                                                     |                                                              |
| 47 | 26 mai 2010       |    | São Paulo         | Palmeiras            | 1–0   | Fernandão (54)                                                      |                                                              |
| 48 | 19 septembre 2010 |    | Palmeiras         | São Paulo            | 0–2   |                                                                     | Lucas (54), Fernandão (76)                                   |
| 49 | 21 août 2011      |    | São Paulo         | Palmeiras            | 1–1   | Dagoberto (41)                                                      | Henrique (61)                                                |
| 50 | 27 novembre 2011  |    | Palmeiras         | São Paulo            | 1–0   | Marcos Assunção (55)                                                |                                                              |
| 51 | 15 juillet 2012   |    | Palmeiras         | São Paulo            | 1–1   | Mazinho (81)                                                        | Luís Fabiano (12)                                            |
| 52 | 7 octobre 2012    |    | São Paulo         | Palmeiras            |       |                                                                     |                                                              |

### Copa Libertadores
| #    | Phase           | R. | Équipe à domicile | Équipe à l'extérieur | Score | Buteurs (domicile)                   | Buteurs (extérieur)     |
| ---- | --------------- | -- | ----------------- | -------------------- | ----- | ------------------------------------ | ----------------------- |
| 1974 | Phase de poules |    | São Paulo         | Palmeiras            | 2–0   | Terto (5, 33)                        |                         |
| 1974 | Phase de poules |    | Palmeiras         | São Paulo            | 1–2   | Ronaldo (83)                         | Mauro (40), Chicão (71) |
| 1994 | 16e de finale   |    | Palmeiras         | São Paulo            | 0–0   |                                      |                         |
| 1994 | 16e de finale   |    | São Paulo         | Palmeiras            | 2–1   | Euller (17, 58)                      | Evair (90)              |
| 2005 | 16e de finale   |    | Palmeiras         | São Paulo            | 0–1   |                                      | Cicinho (59)            |
| 2005 | 16e de finale   |    | São Paulo         | Palmeiras            | 2–0   | Rogério Ceni (81 p.), Cicinho (90+3) |                         |
| 2006 | 16e de finale   |    | Palmeiras         | São Paulo            | 1–1   | Edmundo (36)                         | Aloísio (23)            |
| 2006 | 16e de finale   |    | São Paulo         | Palmeiras            | 2–1   | Aloísio (13), Rogério Ceni (86 p.)   | Washington (57)         |